# Rugby Club de Drancy
Ne doit pas être confondu avec l'Union Drancy Saint-Denis rugby 93, club créé en 2023.
Le Rugby Club de Drancy est un club français de rugby à XV représentant la ville de Drancy.
L'équipe première disparaît à partir de la saison 2023-2024, fusionnant avec celle du Saint-Denis Union Sports pour donner naissance au club de l'Union Drancy Saint-Denis rugby 93.

## Historique
Le club est créé en 1947, au sein de l'association omnisports de l'Arts et sports drancéens, entre autres sous l'impulsion d'Haroun Tazieff. En 2002, la section rugby à XV prend son indépendance sous le statut d'association loi de 1901, adoptant alors le nom Rugby Club de Drancy.
Au terme de la saison 2018-2019 de Fédérale 2, ils remportent le huitième de finale aller-retour contre le Beauvais RC, décrochant ainsi leur promotion en Fédérale 1,, pour la première fois de leur histoire.
Alors que la section rugby du Saint-Denis Union Sports est en conflit avec sa structure omnisports, et que les moyens financiers du RC Drancy sont limités, les deux clubs s'associent et fusionnent leurs équipes senior et espoir afin de créer l'Union Drancy Saint-Denis rugby 93, créant la plus grande entité rugbystique du département de Seine-Saint-Denis depuis les relégations successives de l'AC Bobigny ; les écoles de rugby de chacun des deux clubs restent indépendantes. Les deux clubs évoluaient en Fédérale 1 avant l'acte de leur fusion.

## Identité visuelle

### Logo
À l'intersaison 2020, le club adopte un nouveau logo.

Évolution du logo
Logo abandonné en 2020.
Logo depuis 2020.